# Donalsonville (Georgia)
Donalsonville es un pueblo ubicado en el condado de Seminole en el estado estadounidense de Georgia. En el censo de 2000, su población era de 2796 habs. Está situado al suroeste del estado, a poca distancia al este del río Chattahoochee, que lo separa de Alabama y Florida

## Demografía
En el 2000 la renta per cápita promedia del hogar era de $20,687, y el ingreso promedio para una familia era de $25,679. El ingreso per cápita para la localidad era de $13,095. Los hombres tenían un ingreso per cápita de $24,464 contra $16,451 para las mujeres.

## Geografía
Donalsonville se encuentra ubicado en las coordenadas 31°2′27″N 84°52′42″O / 31.04083, -84.87833 (31.040887, -84.878382).
Según la Oficina del Censo, la localidad tiene un área total de 10,3 km² (4 mi²), de la cual 10,3 km² (4 mi²) es tierra y 0 km² (0 mi²) (0.00%) es agua.